# Liphistius
Liphistius SCHIØDTE, 1849 è un genere di ragni appartenente alla Famiglia Liphistiidae dell'Ordine Araneae.
Il nome deriva dalla radice prefissoide greca λίπ-, lip-, abbreviazione di λιπαρός, liparòs, cioè unto, grasso, e dal sostantivo greco ἱστίον, istìon, cioè telo, velo, ad indicare la struttura della tela che costruisce intorno al cunicolo.

## Caratteristiche
Ragni piuttosto antichi, i primi esemplari risalirebbero al periodo Carbonifero (360-286 milioni di anni fa).
Questi ragni hanno il carapace che ricopre il prosoma, e l'opistosoma segmentato in modo tale da essere utile carattere determinativo di varie specie. 
Sono lunghi da 1 a 3 centimetri, le femmine sono leggermente più grandi dei maschi, e hanno due paia di polmoni a libro sottilissimi, carattere piuttosto primitivo e indice di un basso livello di attività. Contrariamente a quanto si pensava, nel 2010 uno studio ha dimostrato la presenza di ghiandole velenifere, inoltre i suoi cheliceri possono infliggere morsi piuttosto dolorosi
Peculiarità distintiva importante rispetto agli altri generi di Liphistiidae è stata considerata questa: tutte le specie che mantengono il numero primitivo di otto filiere separate sono stati collocate nel genere Liphistius; mentre quelle specie in cui le due filiere posteriori mediane si sono fuse in un'unica struttura sono state assegnate al genere Heptathela. Ovviamente, questa distinzione definisce Liphistius solo sulla base di caratteri plesiomorfici, e come ci si potrebbe aspettare, il gruppo risultante di specie non sembra essere monofiletico.

## Comportamento
Costruiscono cunicoli nel terreno profondi fino a 50 centimetri e tengono chiuso l'ingresso del cunicolo con una porta-trappola piuttosto rudimentale. Intorno all'apertura tessono 7-8 fili molto sottili e appiccicaticci in modo da accorgersi se qualche preda si sta avvicinando e, approfittando dei momenti in cui vi è invischiata, balzano fuori e la catturano. Vivono molti anni anche in cattività. Mentre le femmine sono stanziali nei pressi del nido, i maschi vagano intorno alla ricerca di altre prede.
In ambito troglobio costruiscono le loro tane anche in spaccature della roccia, tendendo i fili di tela intorno all'apertura.

## Habitat
Delle diverse specie di Liphistius presenti in Malaysia, 5 vivono in ambiente troglobio, all'interno di grotte.

## Distribuzione
Sono diffusi in Malaysia, Thailandia, Myanmar e Sumatra.

## Tassonomia
Attualmente, a giugno 2012, si compone di 48 specie e una sottospecie:
1. Liphistius albipes Schwendinger, 1995 — Thailandia
2. Liphistius batuensis Abraham, 1923 — Malaysia
3. Liphistius bicoloripes Ono, 1988 — Thailandia
4. Liphistius birmanicus Thorell, 1897 — Myanmar
5. Liphistius bristowei Platnick & Sedgwick, 1984 — Thailandia
6. Liphistius castaneus Schwendinger, 1995 — Thailandia
7. Liphistius dangrek Schwendinger, 1996 — Thailandia
8. Liphistius desultor[5]Schiødte, 1849 — Malaysia
9. Liphistius endau Sedgwick & Platnick, 1987 — Malaysia
10. Liphistius erawan Schwendinger, 1996 — Thailandia
11. Liphistius fuscus Schwendinger, 1995 — Thailandia
12. Liphistius isan Schwendinger, 1998 — Thailandia
13. Liphistius jarujini Ono, 1988 — Thailandia
14. Liphistius johore Platnick & Sedgwick, 1984 — Malaysia
15. Liphistius kanthan Platnick, 1997 — Malaysia
16. Liphistius lahu Schwendinger, 1998 — Thailandia
17. Liphistius langkawi Platnick & Sedgwick, 1984 — Malaysia
18. Liphistius lannaianus Schwendinger, 1990 — Thailandia
19. Liphistius laruticus Schwendinger, 1997 — Malaysia
20. Liphistius lordae Platnick & Sedgwick, 1984 — Myanmar
21. Liphistius malayanus Abraham, 1923 — Malaysia
  - Liphistius malayanus cameroni Haupt, 1983 — Malaysia[6]
22. Liphistius marginatus Schwendinger, 1990 — Thailandia
23. Liphistius murphyorum Platnick & Sedgwick, 1984 — Malaysia
24. Liphistius nesioticus Schwendinger, 1996 — Thailandia
25. Liphistius niphanae Ono, 1988 — Thailandia
26. Liphistius ochraceus Ono & Schwendinger, 1990 — Thailandia
27. Liphistius onoi Schwendinger, 1996 — Thailandia
28. Liphistius ornatus Ono & Schwendinger, 1990 — Thailandia
29. Liphistius owadai Ono & Schwendinger, 1990 — Thailandia
30. Liphistius panching Platnick & Sedgwick, 1984 — Malaysia
31. Liphistius phileion Schwendinger, 1998 — Thailandia
32. Liphistius phuketensis Schwendinger, 1998 — Thailandia
33. Liphistius pusohm Schwendinger, 1996 — Thailandia
34. Liphistius rufipes Schwendinger, 1995 — Thailandia, Malaysia
35. Liphistius sayam Schwendinger, 1998 — Thailandia
36. Liphistius schwendingeri Ono, 1988 — Thailandia
37. Liphistius sumatranus Thorell, 1890 — Sumatra
38. Liphistius suwat Schwendinger, 1996 — Thailandia
39. Liphistius tempurung Platnick, 1997 — Malaysia
40. Liphistius tenuis Schwendinger, 1996 — Thailandia
41. Liphistius thaleban Schwendinger, 1990 — Thailandia
42. Liphistius thaleri Schwendinger, 2009 — Thailandia
43. Liphistius tham Sedgwick & Schwendinger, 1990 — Thailandia
44. Liphistius thoranie Schwendinger, 1996 — Thailandia
45. Liphistius tioman Platnick & Sedgwick, 1984 — Malaysia
46. Liphistius trang Platnick & Sedgwick, 1984 — Thailandia
47. Liphistius yamasakii Ono, 1988 — Thailandia
48. Liphistius yangae Platnick & Sedgwick, 1984 — Malaysia